# SN 2002fz
SN 2002fz – supernowa odkryta 21 września 2002 roku w galaktyce A033248-2754. W momencie odkrycia miała maksymalną jasność 24,90m.